# 霍切尼鄉
46°32′21″N 28°00′24″E / 46.53917°N 28.00667°E
霍切尼鄉（羅馬尼亞語：Comuna Hoceni, Vaslui），是羅馬尼亞的鄉份，位於該國東北部，由瓦斯盧伊縣負責管轄，面積94平方公里，海拔高度143米，2007年人口3,068，人口密度每平方公里33人。